# Justo Briceño (municipalité)
Pour les articles homonymes, voir Briceño.
Justo Briceño est l'une des vingt-trois municipalités de l'État de Mérida au Venezuela. Son chef-lieu est Torondoy. En 2011, la population s'élève à 4 895 habitants.

## Étymologie
La municipalité est nommée en l'honneur du militaire vénézuélien Justo Briceño Otálora (1792-1868).

## Géographie

### Subdivisions
La municipalité possède une seule paroisse civile et une parroquia capital, traduite ici par « capitale » (en italiques et suivie d'une astérisque) avec, chacune à sa tête, une capitale (entre parenthèses) :
- Capitale Justo Briceño * (Torondoy) ;
- San Cristóbal de Torondoy (San Cristóbal de Torondoy).